# إيزابيل بارا
إيزابيل بارا (بالإسبانية: Isabel Parra) هي مغنية وكاتبة غنائية تشيلية، ولدت في 29 سبتمبر 1939 في سانتياغو في تشيلي.

## وصلات خارجية
- إيزابيل بارا على موقع ميوزك برينز (الإنجليزية)
- إيزابيل بارا على موقع أول ميوزيك (الإنجليزية)
- إيزابيل بارا على موقع ديسكوغز (الإنجليزية)